# KING兄弟
『KING兄弟』（キングきょうだい、原題：Pair of Kings）は、2010年から2013年にアメリカ合衆国のディズニーXDで放送されていたテレビドラマ。日本でも同チャンネルで放送されていた。

## あらすじ
米国のシカゴで日々を過ごしていた二卵性双生児の高校生兄弟・ブレイディとブーマーは、ある日南国の島国キンカウ王国の（メイソンを始めとする）重臣たち一行から自分たちが王家の血筋を引いていることを告げられる。かくして2人のキンカウ王国での生活が始まった。

## キャスト
| 役名       | 俳優               | 日本語吹替 |
| ---------- | ------------------ | ---------- |
| ブレイディ | ミッチェル・ムッソ | 手塚祐介   |
| ブーマー   | ドック・ショウ     | 代永翼     |
| ボズ       | アダム・ヒックス   | 宮下栄治   |
| ミケイラ   | ケルシー・チャウ   | 優希       |
| メイソン   | ジーノ・セガーズ   | 杉村憲司   |
| ラニー     | ライアン・オチョア | 石田嘉代   |

## エピソード
| シーズン | シーズン | 話数 | 話数 | 放送期間      | 放送期間      |
| シーズン | シーズン | 話数 | 話数 | 初回放送      | 最終回放送    |
| -------- | -------- | ---- | ---- | ------------- | ------------- |
|          | 1        | 20   | 20   | 2010年9月10日 | 2011年5月2日  |
|          | 2        | 25   | 25   | 2011年6月13日 | 2012年4月16日 |
|          | 3        | 22   | 22   | 2012年6月18日 | 2013年2月18日 |